# Lomaria imperialis
Lomaria imperialis là một loài dương xỉ trong họ Blechnaceae. Loài này được F mô tả khoa học đầu tiên..
Danh pháp khoa học của loài này chưa được làm sáng tỏ. 